# Liste der Monuments historiques in Sainte-Radégonde
Die Liste der Monuments historiques in Sainte-Radégonde führt die Monuments historiques in der französischen Gemeinde Sainte-Radégonde auf.

## Liste der Objekte
| Bezeichnung                     | Beschreibung                             | Standort                           | Kennzeichnung | Schutzstatus | Datum | Bild |
| ------------------------------- | ---------------------------------------- | ---------------------------------- | ------------- | ------------ | ----- | ---- |
| Skulptur der heiligen Radegunde | Holz, polychrom gefasst, 18. Jahrhundert | in der Kirche Ste-Radégonde (Lage) | PM86000985    | Inscrit      | 1976  |      |
| Prozessionsfahne                | Stoff, 19. Jahrhundert                   | in der Kirche Ste-Radégonde (Lage) | PM86001514    | Inscrit      | 2006  |      |